# H.L.A. Hart
Herbert Lionel Adolphus Hart (Harrogate, 18 juli 1907 - Oxford, 19 december 1992) was een Engels rechtsfilosoof.
H.L.A. Hart was een van de meest vermaarde rechtsfilosofen van de 20e eeuw. Hart was hoogleraar aan de universiteit van Oxford. Zijn bekendste werk is The Concept of Law (1961), waarin hij het rechtspositivisme van onder anderen John Austin bekritiseert en een nieuwe theorie ontwikkelt over de vraag wat een rechtstelsel is.

## Levensloop
Hart werd in 1907 geboren als de zoon van een welvarende joodse kleermaker van Duits-Poolse afkomst. Hij ontving zijn opleiding op Cheltenham College en later op New College (opgericht 1379) in Oxford, waar hij summa cum laude afstudeerde in de humaniora. Vervolgens ging hij aan de slag als advocaat. Hoewel zijn politieke visie eerst sterk liberaal was, zou deze in de jaren 30 zich meer naar links verschuiven. Later, in 1941 zou hij ook trouwen met Jenifer Williams, die lid was van de Communistische Partij van Brittannië. Zelf zou hij echter zich tegen het communisme verzetten. Jenifer Williams was hoge ambtenaar bij binnenlandse zaken en later historica bij St. Anne's College in Oxford. Ze hadden vier kinderen, onder wie een gehandicapte zoon. 
In de Tweede Wereldoorlog was Hart werkzaam bij MI-5, de Britse veiligheidsdienst. Uit hernieuwde contacten met academici uit Oxford kreeg hij na de oorlog een aanstelling als filosofiedocent in Oxford. In 1952 werd hij benoemd als hoogleraar rechtsgeschiedenis in Oxford. Hoewel hij oorspronkelijk verkondigde dat zijn rechtsfilosofie sterk analytisch en linguïstisch ging zijn, blijken veel van zijn werken zo'n sterke analytische inslag toch te missen.
Toen hij in 1969 met emeritaat ging, werd deze leerstoel overgenomen door de Amerikaanse rechtsfilosoof Ronald Dworkin. Een andere filosoof die sterk onder invloed van Hart staat is Joseph Raz.

## Filosofie
Om het belang van Harts filosofie in te schatten moet men kijken naar welke opvattingen van rechtsfilosofie en politieke filosofie voor en tijdens zijn leven dominant waren in Oxford. Beide studies stonden op een laag pitje, en de taak van een filosoof werd vooral opgevat als het beschrijven van de feitelijke heersende gerechtelijke opvattingen en instituties. Ook was er weinig oog voor de historische en culturele bepaaldheid van de gerechtelijke instituties. 
Hart stelt daarentegen dat een beroep op een teleologisch beeld van het menselijke handelen noodzakelijk is om het goed te begrijpen, zelfs al is Aristoteles' kosmologie achterhaald. De mens is altijd gericht op een doel, en het uiteindelijke doel identificeert Hart met de menselijke drang tot overleven. Verdere morele regels en wetten komen maar voort uit een "sociale moraliteit" (social morality) die evengoed noodzakelijk is voor het menselijk overleven. In feite vat hij het heel Hobbesiaans op: de regels zijn nodig omdat men zonder hen meteen in een oorlog van allen tegen allen terecht zou komen. Op deze wijze gaat hij dus verder dan louter de instituties beschrijven en zet hij een visie uiteen over wat mensen willen en rationeel verlangen, over zaken die universeel wenselijk zijn voor ons, mensen. Hij schrijft:
"[A] theory of basic individual rights must rest on a specific conception of the human person and of what is needed for the exercise and development of distinctive human powers."

### Harts rechtspositivisme en deThe Concept of Law(1961)
Harts bekendste werk is The Concept of Law uit 1961, waarin Hart zijn rechtspositivisme ontwikkelt. Hij doet dit vanuit een kritiek op het rechtspositivisme van John Austin. Austin stelt dat recht bestaat uit bevelen van de soeverein die worden afgedwongen door de dreiging van straf. Volgens Hart kan het recht beter in termen van regels dan van bevelen omschreven worden. Enerzijds zijn er primaire regels, die een gebod of een verbod voor de rechtssubjecten inhouden om op een bepaalde manier te handelen. Anderzijds zijn er echter secundaire regels, die bepalen welke regels gelding hebben (rules of recognition), hoe men regels kan veranderen (rules of change) en wie bevoegd zijn de rechtsregels bindend toe te passen (rules of adjudication). Daarnaast is volgens Hart de sanctiedreiging niet de enige reden waarom mensen aan het recht gehoorzamen. Het merendeel van de mensen houdt zich aan regels uit overtuiging of uit conformisme.
Ronald Dworkin, Harts opvolger in Oxford, ontwikkelde in reactie op Harts rechtspositivisme, zijn anti-positivisme in werken als Taking Rights Seriously (1977), A Matter of Principle (1985) en Law's Empire (1986). Dworkins kritiek is dat Hart de samenhang tussen recht en moraal onderbelicht en dat Hart miskent dat het recht behalve op gepositiveerde regels en jurisprudentie ook op rechtsbeginselen gebaseerd is. In een postume editie van "The Concept of Law" uit 1994 gaat Hart in op deze kritiek van Dworkin.

## Werken (selectie)
- Definition and Theory in Jurisprudence (1953)
- Causation in the Law (with Tony Honoré) (1959)
- The Concept of Law (1961)
- Law, Liberty and Morality (1963)
- The Morality of the Criminal Law (1964)
- Punishment and Responsibility (1968)
- Essays on Bentham: Studies in Jurisprudence and Political Theory (1982)
- Essays in Jurisprudence and Philosophy (1983)

## Liber amicorum
- Law, Morality, and Society: Essays in Honour of H. L. A. Hart, edited by P. M. S. Hacker and Joseph Raz (1977)

- Bibsys: 90057074
- Biblioteca Nacional de España: XX872609
- Bibliothèque nationale de France: cb12022106p (data)
- Catàleg d'autoritats de noms i títols de Catalunya: 981058512875406706
- CiNii: DA00841037
- Gemeinsame Normdatei: 118546155
- International Standard Name Identifier: 0000 0001 1615 5267
- Library of Congress Control Number: n80008205
- Nationale Bibliotheek van Letland: 000056564
- Bibliotheek van het Japanse parlement: 00442590
- Nationale Bibliotheek van Tsjechië: xx0018885
- Nationale bibliotheek van Australië: 35175249
- Nationale Bibliotheek van Israël: 987007503926005171
- Nationale en Universitaire bibliotheek Zagreb: 000045564
- Nederlandse Thesaurus van Auteursnamen: 068266510
- Istituto Centrale per il Catalogo Unico: VIAV086070
- LIBRIS: 225944
- SNAC: w6bs6qv1
- Système universitaire de documentation: 027449882
- Trove: 852403
- Virtual International Authority File: 32009301
- WorldCat: E39PBJqQvtHdf7FtgvgwTDgVG3